# Бри-су-Барбезьё
Бри-су-Барбезьё (фр. Brie-sous-Barbezieux) — коммуна во Франции, находится в регионе Пуату — Шаранта. Департамент — Шаранта. Входит в состав кантона Барбезьё-Сент-Илер. Округ коммуны — Коньяк.
Код INSEE коммуны — 16062.
Коммуна расположена приблизительно в 430 км к юго-западу от Парижа, в 135 км южнее Пуатье, в 30 км к юго-западу от Ангулема.

## Население
Население коммуны на 2008 год составляло 116 человек.
| 1962 | 1968 | 1975 | 1982 | 1990 | 1999 | 2008 |
| ---- | ---- | ---- | ---- | ---- | ---- | ---- |
| 150  | 156  | 143  | 146  | 145  | 124  | 116  |

## Администрация
| Период | Период | Фамилия        | Партия | Примечания |
| ------ | ------ | -------------- | ------ | ---------- |
| 1995   | 1999   | Ив Манден      |        |            |
| 1999   | 2014   | Жан-Пьер Эльон |        | фермер     |

## Экономика
В 2007 году среди 72 человек в трудоспособном возрасте (15—64 лет) 52 были экономически активными, 20 — неактивными (показатель активности — 72,2 %, в 1999 году было 62,0 %). Из 52 активных работали 47 человек (27 мужчин и 20 женщин), безработных было 5 (4 мужчины и 1 женщина). Среди 20 неактивных 8 человек были учениками или студентами, 8 — пенсионерами, 4 были неактивными по другим причинам.

## Фотогалерея

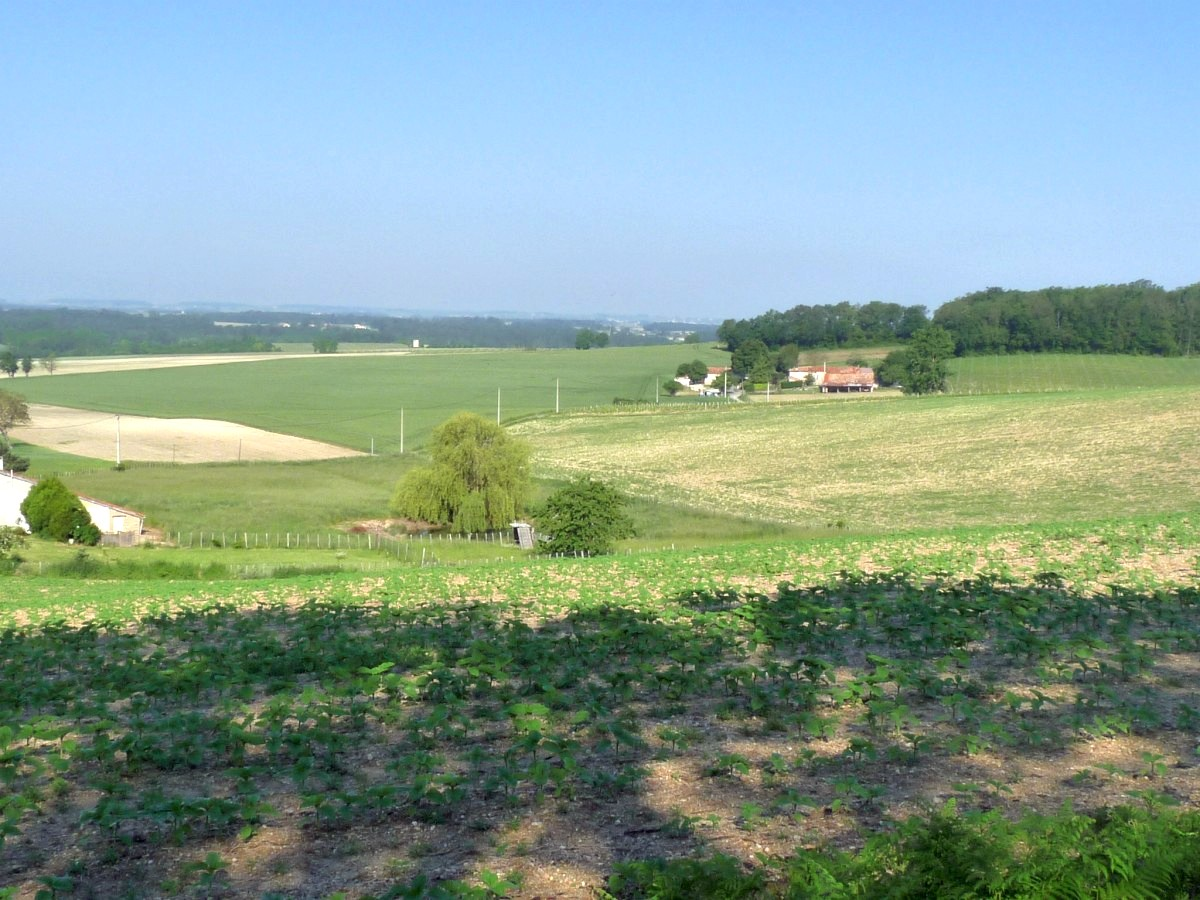
Бри-су-Барбезьё
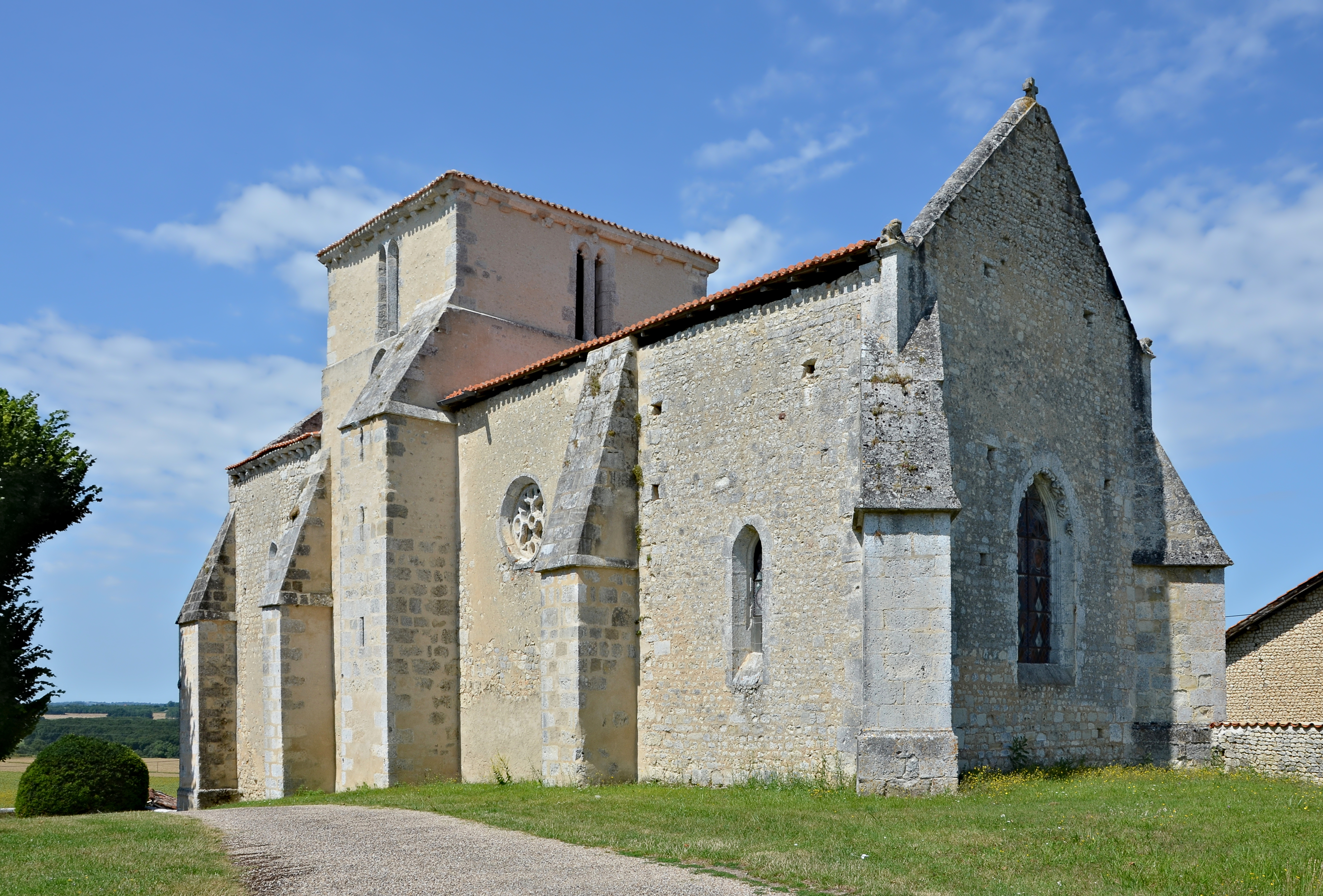
Приходская церковь (XII век)
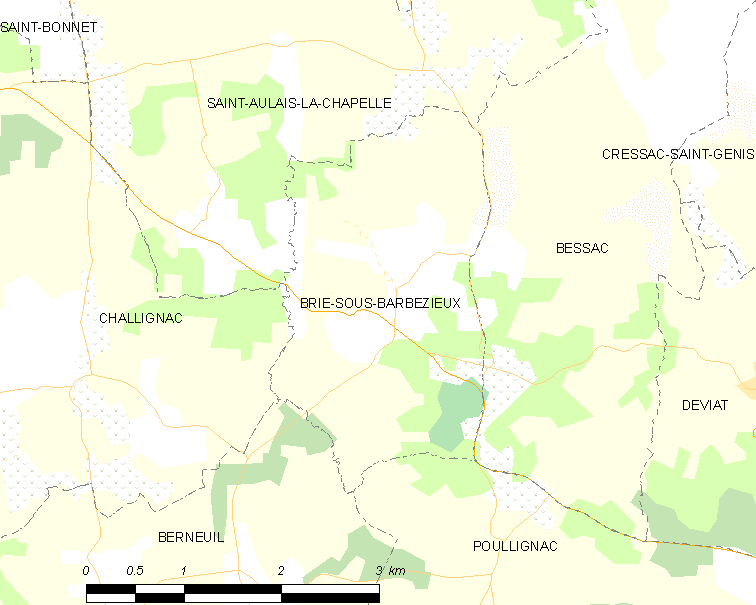
Карта коммуны